# DAMCO Aluminium Delfzijl
DAMCO Aluminium Delfzijl  (kortweg Aldel) was een Nederlandse aluminiumsmelter, die in 1966 in het industriegebied Oosterhorn (in de Oosterhoek bij Farmsum) in bedrijf was genomen door de toenmalige Koninklijke Hoogovens. Het doel ervan was om tot productdiversificatie te komen. Door de lage gasprijs was Nederland bovendien een aantrekkelijke plaats voor vestiging van de zeer veel energie vragende smelterij. 
Eind december 2013 werd het faillissement van Aldel bekendgemaakt. Op 3 maart 2015 vond een doorstart plaats, maar in augustus 2017 ging het bedrijf weer failliet. York Capital nam de fabriek over en verwachtte per eind 2019 weer de volledige capaciteit te benutten. Door sterk gestegen energieprijzen kwam het bedrijf in 2021 opnieuw in problemen. York Capital trok zich terug maar met een nieuwe eigenaar kon het bedrijf eind 2021 een doorstart maken in afgeslankte vorm. Vanwege de aanhoudend hoge energieprijzen heeft het bedrijf echter in oktober 2022 opnieuw uitstel van betaling moeten aanvragen en is het kort daarna definitief failliet gegaan.

## Eerste decennia
De vestigingsplaats was gekozen vanwege de ligging aan zee en de aanwezigheid van goedkope elektriciteit, die door middel van het pas ontdekte aardgasveld van Slochteren zou kunnen worden opgewekt. Bovendien zou het bedrijf werkgelegenheid bieden aan de bevolking van deze streek. Door de bouw van de fabriek, die ongeveer een kilometer lang is, kwam het dorp Heveskes geïsoleerd te liggen, maar dat probleem was van voorbijgaande aard doordat het hele dorp (behalve de middeleeuwse kerk) in de volgende jaren werd gesloopt. Dat leverde enige protesten op in de streek, maar men vond het economische belang zwaarder wegen en de bevolking legde zich neer bij de gedwongen verhuizingen. Aldel ontwikkelde zich voorspoedig en ging een grote rol spelen in de Groninger economie en werkgelegenheid.

## 1990 - 2010
Begin jaren 90 van de 20e eeuw kwam er een inzinking in de markt. In 1996 werd er een nieuw elektriciteitscontract gesloten waarbij weliswaar hogere prijzen werden gehanteerd, maar de garantie werd gegeven dat Aldel tot 2005 zou blijven produceren. Ook de elektrolysehallen werden toen gemoderniseerd. Aldel bestond toen uit een smelterij met 500 arbeidsplaatsen en een aluminiumgieterij met 150 werknemers.
In 1999 fuseerde het moederbedrijf met British Steel tot Corus. Dit concern wilde de aluminiumactiviteiten afstoten. In augustus 2002 verkocht het zijn belang van 20% in de Aluminerie Alouette voor $ 165 miljoen aan Alcan. Corus wilde verder ook de beide aluminiumsmelters Aldel en het Duitse Voerdaal te Voerde verkopen.
In 2005 dreigde de sluiting van Aldel. Onderhandelingen over een nieuw elektriciteitscontract sleepten zich voort. Ook een koper was nog niet gevonden. Nadat een bod van Pechiney in 2003 was afgeketst, daalde de verkoopwaarde van het bedrijf.
Op 1 februari 2009 werden de smelters van Corus eigendom van het in Londen gevestigde Klesch and Company Ltd., een private-equityfirma, ook de eigenaar van de in Vlissingen-Oost gevestigde aluminiumsmelter Zalco, voorheen Pechiney. Er werkten toen nog 400 mensen, die jaarlijks 110 kton primair aluminium en 50 kton secundair aluminium produceerden. Door het schaalvoordeel zou Klesch goedkoper energie en aluinaarde kunnen inkopen.
Al snel dreigden opnieuw sluitingsplannen voor het bedrijf dat zich, naar eigen zeggen, "stevig heeft geworteld in de Groningse samenleving". Immers, door de lage aluminiumprijzen ten gevolge van de toen heersende recessie, lag het voor de hand om minimaal een smelter te sluiten, waardoor de overcapaciteit kon worden teruggedrongen. Er werden 100 ontslagen aangekondigd, voornamelijk bij de staffuncties die vrijwel geheel uit Delfzijl zouden verdwijnen. Op 12 maart 2009 werd echter de vrees uitgesproken dat de gehele vestiging voorgoed gesloten zou worden. Aldel sloot daarop een aantal ovens en een groot aantal medewerkers werd ontslagen. In 2010 herstelde de markt zich en daarmee ook de productie van Aldel.

## Eerste faillissement (2013)

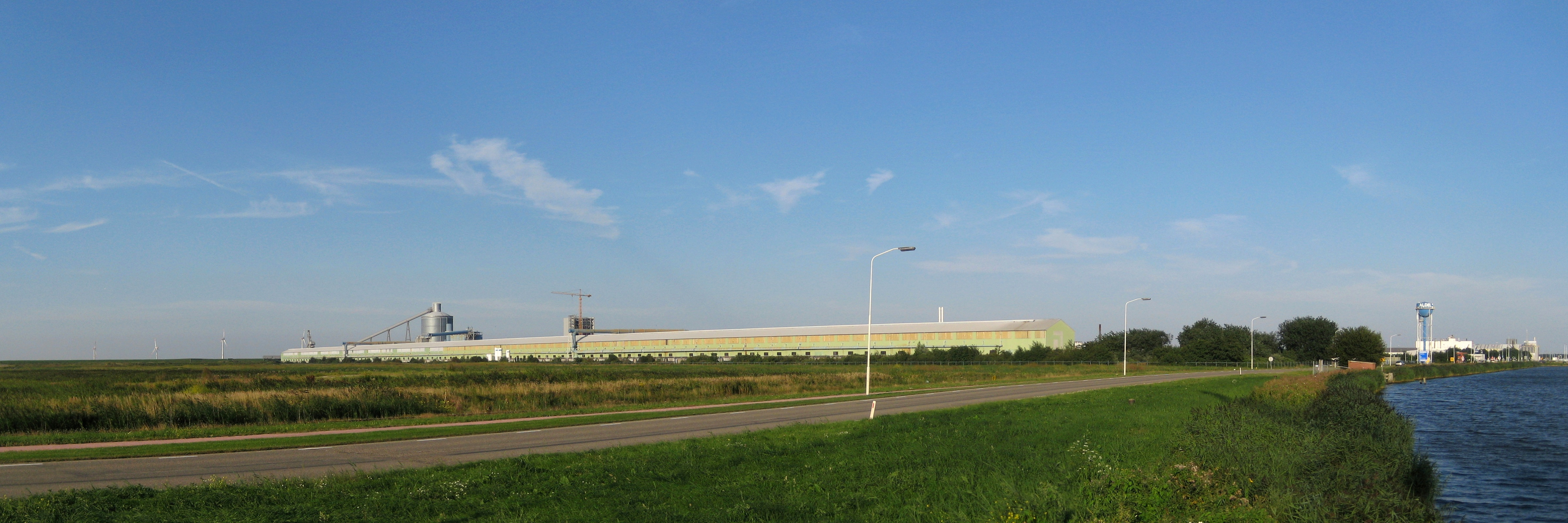
Aldel in 2012, gezien vanuit het zuidwesten. Het gebouw is ongeveer een kilometer lang.

In oktober 2013 besloten overheid en provincie Groningen aan Aldel overbruggingsfinanciering te verlenen van bijna 8 miljoen euro. Het bestaan van Aldel werd hiermee tot jaareinde 2013 zeker gesteld. Zo werden voorlopig honderden banen behouden. Een belangrijke voorwaarde was dat Aldel nog in 2013 een gedegen toekomstplan zou presenteren. Aldel had al aangegeven te willen investeren in een directe elektriciteitslijn tussen het bedrijf en Duitsland. Door de lage aluminiumprijs op de wereldmarkt en concurrentie van met name Duitse bedrijven die lagere productiekosten hebben dankzij goedkopere elektriciteit is het bedrijf in financiële problemen geraakt. Aldel draaide al tien jaar met verlies, in 2012 was dit zo’n 16,8 miljoen euro op een omzet van 179 miljoen euro.
Uiteindelijk bleek de aan te leggen elektriciteitslijn ten minste twee jaar op zich te laten wachten en Aldel had geen reserves meer om het zo lang nog uit te zingen. Omdat de problemen bleven bestaan en het bedrijf niet levensvatbaar bleek, werd op 30 december 2013 uiteindelijk het faillissement aangevraagd voor Aldel. De curator van Aldel ziet geen mogelijkheden voor een doorstart van het bedrijf. Volgens een eerste schatting heeft Aldel een schuld van ongeveer 25 miljoen euro, vooral aan energieleveranciers. De metaalgieterij blijft nog tijdelijk open, om de kans op een doorstart van dat deel te vergroten. Hier werken zo'n 70 mensen. De gieterij is eind februari 2014 ook dicht gegaan. Roba Metals uit IJsselstein had interesse getoond, maar bood volgens de curator te weinig en het bedrijf trok haar bod in.

## Doorstart als Klesch Aluminium Delfzijl
Het plan om via een kabel goedkope stroom vanuit Duitsland te importeren bleef onderwerp van gesprek tussen de rijksoverheid, de provincie, Groningen Seaports en Klesch and Company. In november 2014 werd bekendgemaakt dat hierover een akkoord was bereikt en dat het in de bedoeling ligt dat Aldel vanaf januari 2015 een doorstart maakt met 200 werknemers. De officiële herstart vond plaats op 3 maart 2015.
Medio 2015 hadden 250 van de 346 werknemers van het failliete Aldel een nieuwe baan gevonden. Ruim de helft hiervan, 132 werknemers, traden in dienst bij Klesch, de nieuwe eigenaar van het aluminiumbedrijf.
De elektrolyse van aluminium uit aluinaarde vergt veel elektriciteit. Aldel streefde al naar de aanleg van een 17 kilometer lange stroomkabel vanuit het Duitse Emden. Volgens latere berichten had Groningen Seaports deze wens overgenomen. In juni 2016 werd echter beslist dat dit project niet doorging gezien de stroomprijs ook in Nederland was gezakt en bezwaren van de toezichthouder van het Duitse stroomnet.

## Tweede faillissement (2017)
Twee jaar na de doorstart is de aluminiumsmelterij van Klesch opnieuw failliet verklaard. Door niet te investeren in nieuwe ovens is het in de problemen gekomen. Oude ovens vielen uit waardoor de capaciteit terugliep. De markt voor aluminium is goed; het bedrijf heeft geen gebrek aan orders. De curator rekende op een doorstart als een koper kon worden gevonden die bereid zou zijn in nieuwe ovens te investeren. Er werkten op dat moment ongeveer 175 mensen bij Klesch in Delfzijl.

## Doorstart als Damco Aluminium
In oktober 2017 werd bekend dat Klesch Aluminium Delfzijl werd overgenomen door York Capital. Het Amerikaanse investeringsbedrijf wilde alle 300 smeltovens weer in gebruik nemen en kondigde aan het aantal arbeidsplaatsen uit te breiden van 175 naar 250. Het zou ook tussen de 20 en 30 miljoen euro investeren in de smelter, dat met ingang van 1 november verderging als Damco Aluminium. In januari 2019 vond de daadwerkelijk herstart van de aluminiumproductie plaats in Hal 1. De verwachting was dat de fabriek per eind 2019 op volledige productiecapaciteit zou draaien. Aldel telde in januari 2019 ongeveer 270 vaste werknemers, met de intentie om door te groeien naar meer dan 300 mensen in vaste dienst.
In 2021 kwam de fabriek opnieuw in de problemen door het grote verbruik van de elektriciteit die bij de aluminiumproductie nodig is. De verplichte emissierechten voor compensatie van de CO2-uitstoot mochten in Nederland niet meer worden doorberekend in de prijs van het eindproduct. Daardoor lag de productie maandenlang stil. Door middel van een managementbuy-out wisselde Aldel opnieuw van eigenaar en kon de fabriek een derde doorstart maken in afgeslankte vorm. Zo'n 120 medewerkers verloren hun baan bij de smelterij. De directeur Chris McNamee is de leidende persoon achter de managementbuy-out.

## Derde faillissement (2022)
Begin september 2022 maakte Damco Aluminium bekend zich gedwongen te zien ook de productie bij de gieterij stil te leggen als gevolg van de sterk stijgende energieprijzen door de wereldwijde energiecrisis, terwijl steun van de Nederlandse overheid uitbleef. In de gieterij werd ingekocht aluminium gesmolten en bewerkt. De fabriek is voor onbepaalde tijd in de waakvlamstand gezet. Wanneer de energieprijzen dalen, zou de productie kunnen worden herstart. Eind oktober 2022 vroeg het bedrijf wederom surseance van betaling aan omdat het "op de rand van een faillissement" stond. Dat faillissement werd op 27 oktober 2022 definitief. Bij dit bedrijfsonderdeel werkten nog zo'n 200 werknemers.

## Terrein verkocht
In april 2023 werd het bedrijventerrein van 10 hectare met een zeer begeerde stroomaansluiting voor 12 miljoen euro verkocht aan de Amstelveense batterijbouwer Giga Storage. De bouw gaat zo'n drie jaar duren en de  batterijen kunnen gezamenlijk meer dan een gigawattuur stroom opslaan.

## Sloop van gebouwen

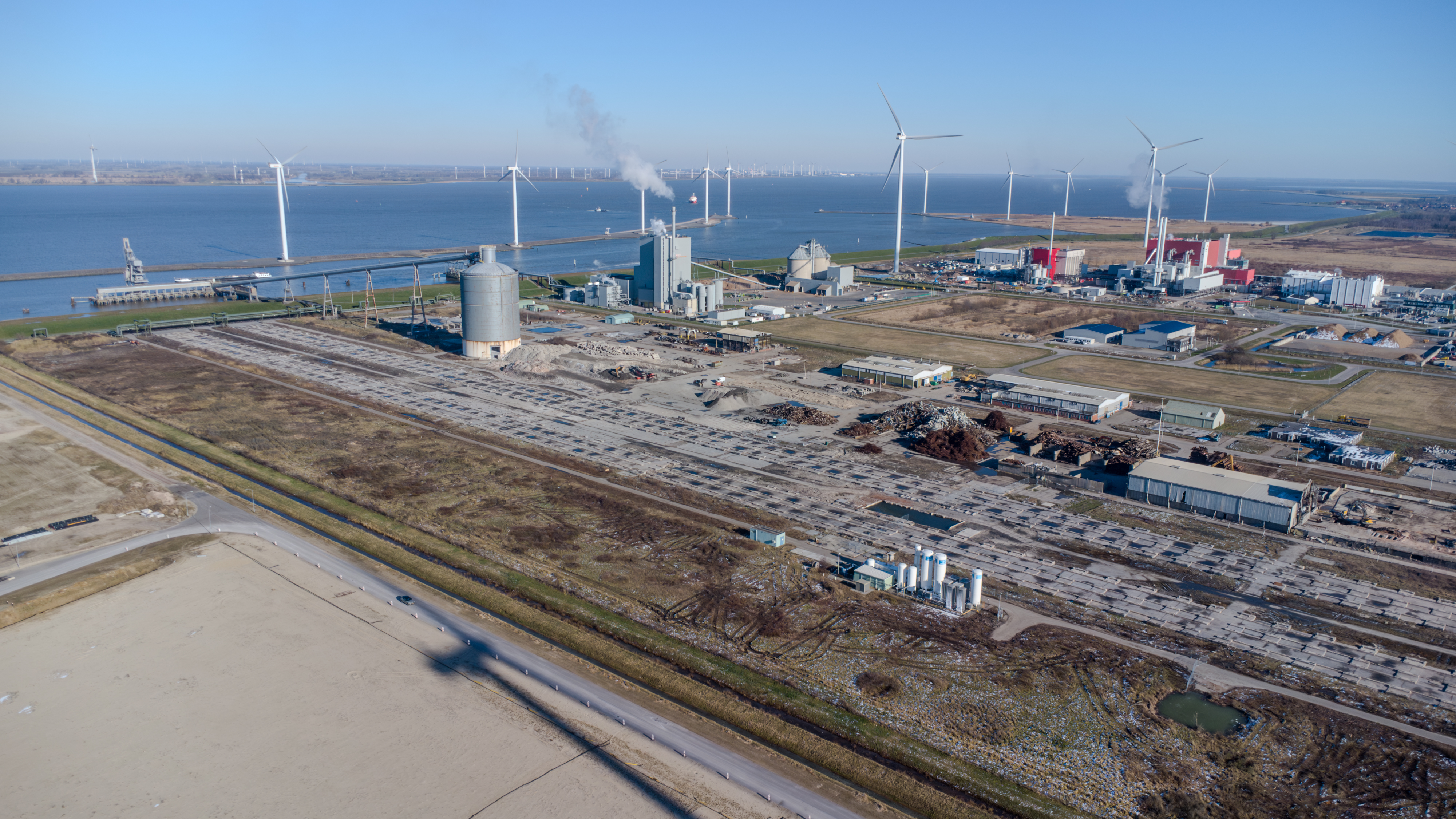
Luchtfoto achterzijde Aldel

Na het faillissement van het bedrijf werd besloten de  aluminiumfabriek, die 300.000 m² beslaat, te ontmantelen. Dit omvangrijke project werd in 2023 gestart en zal naar verwachting in 2025 worden afgerond. Het omvat grootschalige asbestsanering en de volledige sloop van de gebouwen, waaronder een bijna één kilometer lange productiehal waar aluminium werd gesmolten en gegoten.

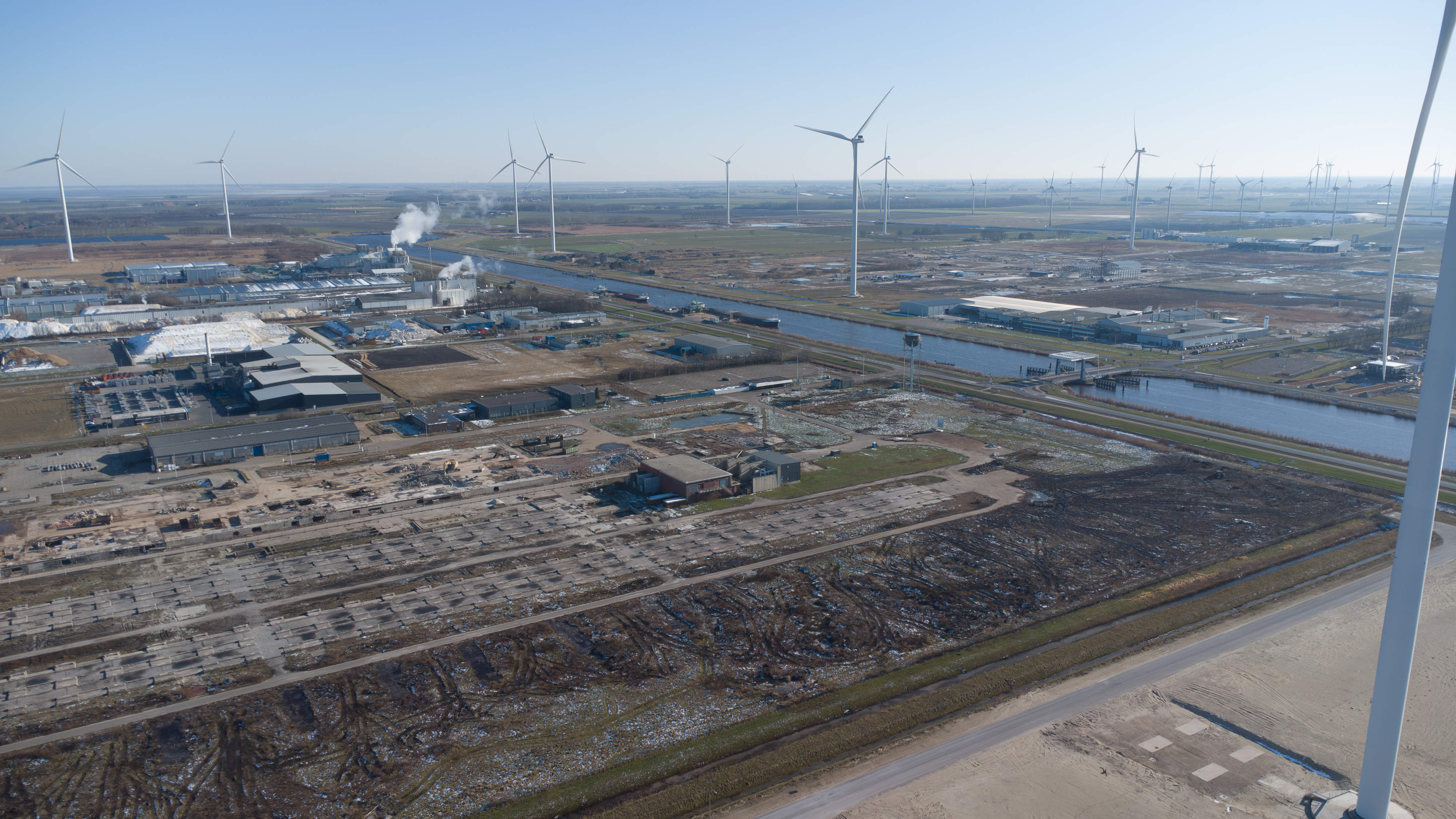
Luchtfoto voorzijde Aldel

Na afronding van de sloop krijgt het terrein een nieuwe bestemming. Een deel zal worden gebruikt voor de opslag van groene energie; GIGA Storage is van plan een superbatterij te installeren voor de opslag van zonne- en windenergie. De watertoren aan de rand van het terrein blijft behouden, aangezien deze door de gemeente is aangewezen als beschermd dorpsgezicht.  